# Viktor Lukić
Viktor Lukić (in serbo Виктор Лукић?; Šabac, 6 ottobre 2000) è un calciatore serbo, centrocampista del GOŠK Gabela.

## Caratteristiche tecniche
È un trequartista.

## Carriera
Cresciuto nel settore giovanile di Partizan e Brodarac, nel 2019 viene acquistato dal Čukarički con cui debutta fra i professionisti il 25 settembre in occasione dell'incontro di Kup Srbije vinto 3-1 contro lo Žarkovo; il 15 dicembre esordisce invece in Superliga nel match perso 3-1 contro la Stella Rossa.
Al termine della stagione si trasferisce a titolo definitivo al Radnik Surdulica. In seguito ha trascorso una stagione nella seconda divisione greca con la maglia del Diagoras.

## Statistiche
Statistiche aggiornate al 3 aprile 2021.

### Presenze e reti nei club
| Stagione        | Squadra          | Campionato      | Campionato | Campionato | Coppe nazionali | Coppe nazionali | Coppe nazionali | Coppe continentali | Coppe continentali | Coppe continentali | Altre coppe | Altre coppe | Altre coppe | Totale | Totale | Totale |
| Stagione        | Squadra          | Comp            | Pres       | Reti       | Comp            | Pres            | Reti            | Comp               | Pres               | Reti               | Comp        | Pres        | Reti        | Pres   | Reti   |        |
| --------------- | ---------------- | --------------- | ---------- | ---------- | --------------- | --------------- | --------------- | ------------------ | ------------------ | ------------------ | ----------- | ----------- | ----------- | ------ | ------ | ------ |
| 2019-2020       | Čukarički        | SL              | 1          | 0          | CS              | 1               | 0               |                    | -                  | -                  |             | -           | -           | 2      | 0      |        |
| 2020-2021       | Radnik Surdulica | SL              | 24         | 1          | CS              | 1               | 0               |                    | -                  | -                  |             | -           | -           | 25     | 1      |        |
| Totale carriera | Totale carriera  | Totale carriera | 25         | 1          |                 | 2               | 0               |                    | -                  | -                  |             | -           | -           | 27     | 1      |        |